# Érico II da Suécia
Érico II da Suécia, também chamado Érico II de Upsália (em sueco: Erik II Uppsale) e Érico Filho de Biorno (em latim: Ericus filius Biorni; em sueco: Erik Björnsson), foi um rei lendário dos Suíones no século IX, com possível existência histórica. Pertenceu à Casa de Munsö, sendo filho do rei Biorno Braço de Ferro e pai dos reis Anundo de Upsália e Biorno no Montículo.
Reinou durante um curto período, tendo sido sucedido por Érico III, antes dos seus dois filhos,Anundo de Upsália e Biorno no Montículo terem assumido a corregência do reino. Está mencionado na Saga de Hervör (saga lendária islandesa do século XIII).
|  |  |  |  |  |  |  |  |  |  |  |  |  |  |                                    |                                    |                                    |                                    |                                    |                                    |                                 |                                 |                                 |                                 | Biorno Flanco de Ferro Björn Järnsida |                                 |                                 |                                 |  |  |                                      |                                      |                                      |                                      |                                      |                                      |  |  |  |  |  |  |  |  |  |  |  |  |
|  |  |  |  |  |  |  |  |  |  |  |  |  |  |                                    |                                    |                                    |                                    |                                    |                                    |                                 |                                 |                                 |                                 |                                       |                                 |                                 |                                 |  |  |                                      |                                      |                                      |                                      |                                      |                                      |  |  |  |  |  |  |  |  |  |  |  |  |
|  |  |  |  |  |  |  |  |  |  |  |  |  |  |                                    |                                    |                                    |                                    |                                    |                                    |                                 |                                 |                                 |                                 |                                       |                                 |                                 |                                 |  |  |                                      |                                      |                                      |                                      |                                      |                                      |  |  |  |  |  |  |  |  |  |  |  |  |
|  |  |  |  |  |  |  |  |  |  |  |  |  |  |                                    |                                    |                                    |                                    | Érico, filho de Biorno Érico II    | Érico, filho de Biorno Érico II    | Érico, filho de Biorno Érico II | Érico, filho de Biorno Érico II | Érico, filho de Biorno Érico II | Érico, filho de Biorno Érico II |                                       |                                 |                                 |                                 |  |  | Príncipe Refil                       | Príncipe Refil                       | Príncipe Refil                       | Príncipe Refil                       | Príncipe Refil                       | Príncipe Refil                       |  |  |  |  |  |  |  |  |  |  |  |  |
|  |  |  |  |  |  |  |  |  |  |  |  |  |  |                                    |                                    |                                    |                                    | Érico, filho de Biorno Érico II    | Érico, filho de Biorno Érico II    | Érico, filho de Biorno Érico II | Érico, filho de Biorno Érico II | Érico, filho de Biorno Érico II | Érico, filho de Biorno Érico II |                                       |                                 |                                 |                                 |  |  | Príncipe Refil                       | Príncipe Refil                       | Príncipe Refil                       | Príncipe Refil                       | Príncipe Refil                       | Príncipe Refil                       |  |  |  |  |  |  |  |  |  |  |  |  |
|  |  |  |  |  |  |  |  |  |  |  |  |  |  |                                    |                                    |                                    |                                    |                                    |                                    |                                 |                                 |                                 |                                 |                                       |                                 |                                 |                                 |  |  |                                      |                                      |                                      |                                      |                                      |                                      |  |  |  |  |  |  |  |  |  |  |  |  |
|  |  |  |  |  |  |  |  |  |  |  |  |  |  | Biorno no Montículo Björn på Högen | Biorno no Montículo Björn på Högen | Biorno no Montículo Björn på Högen | Biorno no Montículo Björn på Högen | Biorno no Montículo Björn på Högen | Biorno no Montículo Björn på Högen |                                 |                                 | Anundo de Uppsala Anund Uppsale | Anundo de Uppsala Anund Uppsale | Anundo de Uppsala Anund Uppsale       | Anundo de Uppsala Anund Uppsale | Anundo de Uppsala Anund Uppsale | Anundo de Uppsala Anund Uppsale |  |  | Érico, filho de Refil Erik Refilsson | Érico, filho de Refil Erik Refilsson | Érico, filho de Refil Erik Refilsson | Érico, filho de Refil Erik Refilsson | Érico, filho de Refil Erik Refilsson | Érico, filho de Refil Erik Refilsson |  |  |  |  |  |  |  |  |  |  |  |  |

Synir Bjarnar járnsíðu váru þeir Eiríkr ok Refill. Hann var herkonungr ok sækonungr, en Eiríkr konungr réð Svíaríki eptir föður sinn ok lifði litla hríð. Þá tók ríkit Eiríkr, sonr Refils; hann var mikill hermaðr ok allríkr konungr. Eiríks synir, Bjarnar sonar, váru þeir Önundr uppsali ok Björn konungr. Þá kom Svíaríki enn í bræðra skipti; þeir tóku ríki eptir Eirík Refilsson. Björn konungr efldi þann bæ, er at Haugi heitir; hann var kallaðr Björn at Haugi. Með honum var Bragi skáld. Eiríkr hét sonr Önundar konungs, er ríki tók eptir föður sinn at Uppsölum; hann var ríkr konungr.